# Чербайола
Чербайола (італ. Cerbaiola) — село (італ. curazia) в республіці Сан-Марино.
Єдине село, яке адміністративно належить до муніципалітету Монтеджардіно. Розташована в південно-західній частині свого муніципалітету, поблизу дороги, що сполучає Монтеджардіно та Фйорентіно.